# Броди, Бенджамин
Сэр Бенджамин Коллинз Броуди, 1-й баронет (англ. Sir Benjamin Collins Brodie, 1st Baronet; 9 июня 1783 — 21 октября 1862) — английский физиолог и хирург, пионер исследований заболеваний костей и суставов.
Член (1810) и президент (1858—1861) Лондонского королевского общества, корреспондент Парижской академии наук (1844).

## Биография
Броуди родился в Уинтерслоу, графство Уилтшир. Он получил свое раннее образование от своего отца, преподобного Питера Беллинджера Броуди. Выбрав медицину в качестве своей профессии, он отправился в Лондон в 1801 году и посещал лекции Джона Абернети и Чартерхаускую школу. Через два года он стал учеником сэра Эверарда Хоума в больнице Святого Георгия, а в 1808 году был назначен помощником хирурга в это учреждение, в штате которого прослужил более тридцати лет. В 1810 году он был избран членом Королевского общества, в которое в течение следующих четырех или пяти лет он внес несколько статей, описывающих оригинальные исследования в области физиологии. В 1834 году он был избран иностранным членом Шведской королевской академии наук.
В этот период он также быстро приобрел большую и прибыльную практику и время от времени писал по хирургическим вопросам, внося многочисленные статьи в медицинское и хирургическое общество и в медицинские журналы. Наиболее важной его работой, по общему признанию, является трактат 1818 года «патологические и хирургические наблюдения над болезнями суставов», в котором он пытается проследить зарождение болезни в различных тканях, образующих сустав, и дать точное значение симптому боли как свидетельству органического заболевания. Этот объем привел к принятию хирургами более консервативных мер в лечении заболеваний суставов, с последующим сокращением числа ампутаций и спасением многих конечностей и жизней. Он также писал о болезнях мочевых органов и о местных нервных поражениях хирургического характера.
В 1854 году он анонимно опубликовал том психологических исследований—восемь лет спустя под его именем появился расширенный, переработанный и обновленный том 1862 года. За свою карьеру он получил множество наград и заботился о здоровье королевской семьи, начиная с Георга IV. он также был сержантом-хирургом при Вильгельме IV и королеве Виктории и был произведен в Баронеты в 1834 году. Он стал членом-корреспондентом Французского института в 1844 году, иностранным почетным членом Американской академии искусств и наук и Оксфордского университета в 1855 году, президентом Королевского общества в 1858 году и впоследствии первым президентом Генерального медицинского совета.
В 1858 году Генри Грей посвятил свою работу «Анатомия Грея» сэру Бенджамину Коллинзу Броди.
Сэр Бенджамин Коллинз Броди умер от опухоли плеча в Брум-парке, графство Суррей, в возрасте 79 лет. Его собрание сочинений с автобиографией было опубликовано в 1865 году под редакцией Чарльза Хокинса.
В 1816 году Броуди женился на Энн Селлон, дочери известного адвоката, и у них родилось несколько детей, трое из которых дожили до зрелого возраста. Его старшим сыном был Оксфордский химик сэр Бенджамин Коллинз Броуди, второй баронет.